# Brachyamblyopus brachysoma
Brachyamblyopus brachysoma es una especie de peces de la familia de los Gobiidae en el orden de los Perciformes.

## Morfología
Los machos pueden llegar a alcanzar los 10,5 cm de longitud total.

## Hábitat
Es un pez de clima tropical y demersal. 

## Distribución geográfica
Se encuentra en la India, Tailandia, Hong Kong, Indonesia, Nueva Guinea, el Golfo Pérsico y África. 

## Observaciones
Es inofensivo para los humanos. 